# Manupuncture
 (février 2008).
Améliorez-le ou discutez des points à vérifier. 
Manupuncture est la traduction du terme coréen koryo sooji chim (고려수지침). Le mot est apparu en 1994 lors de la traduction en français de la première publication du Pr Yoo Tae Woo, acupuncteur enseignant à l’Institut Coréen d’Acupuncture et de Moxibustion Silroam (Corée du sud), qui a découvert, étudié et développé cette technique énergétique à partir de 1971.
La manupuncture  est fondée sur une hypothèse selon laquelle les différentes parties de la main ont une correspondance avec les différentes parties du corps. Elle utilise des fondements de la médecine traditionnelle chinoise. Son objectif est de réguler l’énergie qui circule dans le corps afin d’exercer un effet préventif, ou curatif, sur certains problèmes de santé.

## Les études scientifiques
De nombreuses études scientifiques ont fait l'objet de publication dans des revues à comité de lecture.
a) Des études sur la quantification et la mesure objective de paramètres physiques du corps à la suite de stimulations de Manupuncture,,,.
b) Des méta analyse comparant différente type d'Intervention Non Médicamenteuse, dont la Manupuncture ,
c) Des études cliniques sur le traitement de la douleur en général ,,,,,,,,,,,,,,,
d) Des études cliniques sur les dysménorrhées ,,,,
e) Des études cliniques sur les symptômes de la ménopause ,,,,
f) Des études cliniques sur la nausée post opératoire ,,,
g) Des études cliniques sur d'autres désordres de santé ,,,,,,,,
h) Des études sur la douleur réalisées en France au CHU de Dijon 

## Marque déposée
Manupuncture®  est une marque déposée, en France, depuis 2004. Elle appartient au Centre International de Manupuncture Coréenne (C.I.M.C.), association d'intérêt général, mandaté par le Pr Tae-Woo Yoo, ayant pour objet le développement, la diffusion et la promotion de la Manupuncture en France et en Europe, comme Intervention Non Médicamenteuse (INM) [en anglais Non-Pharmacological Intervention] .

## Limitations
La manupuncture n’est pas une pratique médicale (reconnue en Occident), et est complémentaire à la médecine conventionnelle. 
Le manupuncteur n’établit aucun diagnostic médical, ni n’interrompt, ne modifie ou n’établit aucun traitement médical. 
Il n’intervient jamais pour détourner une personne d’un traitement médical en cours. 
Il n’intervient dans aucune décision thérapeutique et ne pratique aucun acte professionnel prévu à la nomenclature du Code de la Santé Publique. 
Il ne prescrit ni ne conseille aucun médicament et dirige sans délai vers un médecin toute personne se plaignant ou présentant des signes cliniques anormaux ou persistants.